# 우글랸섬

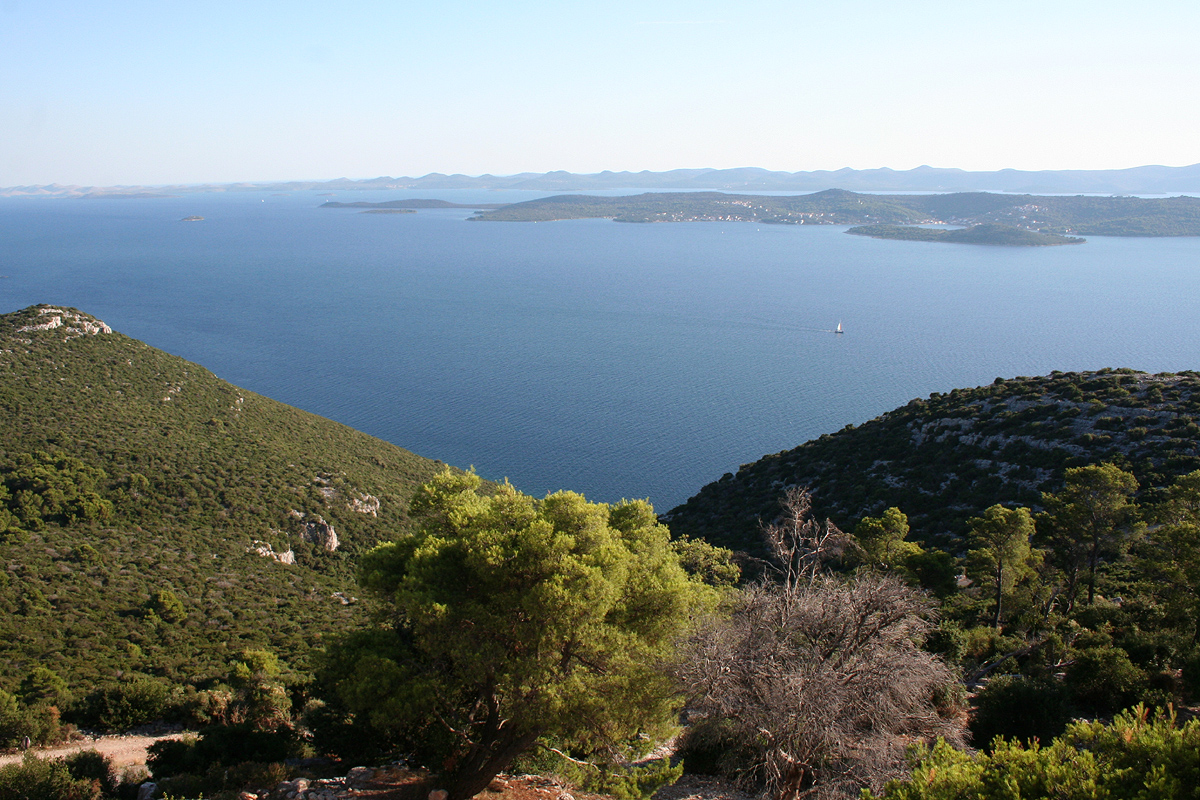
우글랸섬

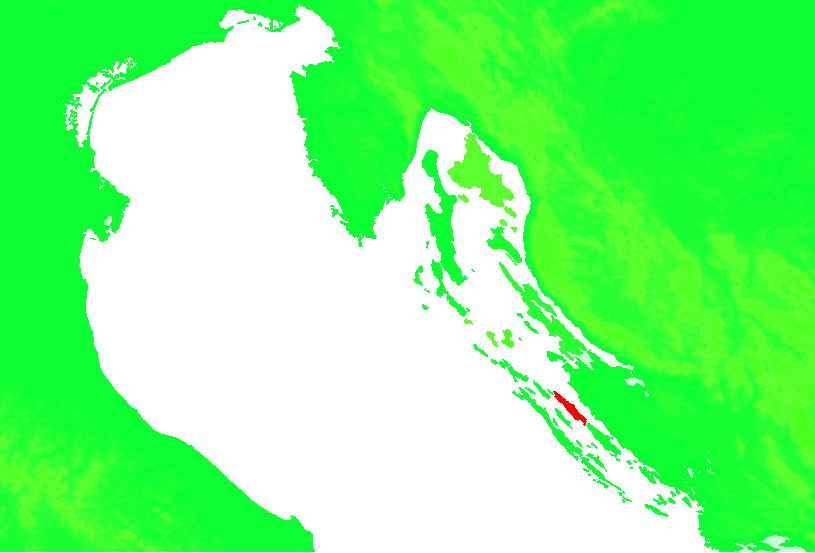
우글랸섬의 위치

우글랸섬(크로아티아어: Ugljan, 이탈리아어: Ugliano)은 아드리아해에 위치한 크로아티아의 섬으로 면적은 50.2km2, 높이는 286m, 인구는 6,049명(2011년 기준)이다. 행정 구역상으로는 자다르주에 속하며 파슈만섬의 북서쪽에 위치한다. 자다르 해협을 사이에 두고 크로아티아 본토와 서로 떨어져 있다.

## 같이 보기
- 코르나티 제도